# Josephine Veasey
Josephine Veasey (* 10. Juli 1930 in Peckham, South London; † 22. Februar 2022 in Whitchurch, Hampshire) war eine britische Opernsängerin (Mezzosopran).

## Leben

### Ausbildung und Karriere
Josephine Veasey erhielt ihre Gesangsausbildung bei Audrey Langford in London. Sie war zunächst von 1948 bis 1950 Mitglied im Chor der Covent Garden Opera in London, wo sie bereits kleine Solo-Partien übernahm. In der Saison 1950/51 war sie bei der Opera for All, einer reisenden Operngesellschaft, engagiert. 1954 debütierte sie an der Covent Garden Opera als Solistin mit der Rolle des Hirtenknaben in Tannhäuser. 1955 folgte am Covent Garden der Page der Herodias in Salome unter Sir Georg Solti, der zu ihren großen Förderern gehörte und sie mit Wagner-Rollen betraute.
Großen Erfolg hatte sie 1955 als Cherubino in Le nozze di Figaro. Fortan gehörte sie zu den wichtigsten Sängerinnen der Covent Garden Opera, an der sie etwa 60 Partien in fast 800 Vorstellungen sang. Zu ihren „Glanzrollen“ gehörten Carmen, Dorabella in Così fan tutte, Octavian in Der Rosenkavalier, Amneris in Aida, Azucena in Il trovatore, Eboli in Don Carlo, Marina in Boris Godunow, Brangäne in Tristan und Isolde, Magdalene in Die Meistersinger von Nürnberg sowie die Alt- und Mezzosopran-Partien im Ring-Zyklus von Richard Wagner.
1976 wirkte sie an der Covent Garden Opera in der Uraufführung von Hans Werner Henzes Opernwerk We Come to the River in der Mezzosopran-Rolle des Kaisers mit.
Regelmäßig trat sie beim Glyndebourne Festival auf, erstmals 1957 als Zulma in L’italiana in Algeri, anschließend 1958/59 als Cherubino, 1964 als Clarice in La pietra del paragone, 1965 als Octavian und 1969 als Charlotte in Werther.
1963 sang sie beim Edinburgh Festival die Marguerite in La damnation de Faust von Hector Berlioz. 1980 trat sie beim Buxton Festival als Gertrude in Hamlet an der Seite von Thomas Allen in der Titelpartie auf.

### Gastspiele
Josephine Veasey gastierte regelmäßig an Opernbühnen in Europa und in Übersee.
In Deutschland sang sie u. a. an der Oper Köln, an der Deutschen Oper Berlin (ab 1968, später dann 1971–76) und an der Hamburgischen Staatsoper (1971–72).
Von 1967 bis 1969 sang sie alljährlich bei den Salzburger Osterfestspielen unter der musikalischen Leitung von Herbert von Karajan die Fricka im Ring-Zyklus. Die Zusammenarbeit mit Karajan führte für Veasey, die bis dahin nur in Großbritannien bekannt war, zu einer internationalen Karriere, auch wenn sich die Arbeitsbeziehung zwischen den beiden Künstlern schwierig gestaltete.
In den Spielzeiten 1967/68 und 1968/69 gastierte sie an der Mailänder Scala als Fricka in Die Walküre mit Herbert von Karajan als Dirigent.
In der Spielzeit 1976/77 gastierte sie als Eboli an der Wiener Staatsoper.
Sie gastierte auch an der Grand Opéra Paris als Didon in Les Troyens sowie 1973 als Kundry in Parsifal, am Grand Théâtre de Genève (als Adalgisa in Norma) und im Théâtre Antique d’Orange (1974, als Adalgisa, an der Seite von Montserrat Caballé und Jon Vickers).
Im November 1968 debütierte sie an der Metropolitan Opera in New York als Fricka im Ring-Zyklus unter Herbert von Karajan. In Nordamerika trat sie außerdem 1974 an der San Francisco Opera (als Eboli) und 1975 am Opernhaus von Dallas (als Brangäne) auf.

### Bühnenabschied und Tod
1982 sang sie als Abschiedspartie an der Covent Garden Oper die Herodias in Salome.
Von 1982/83 bis 1984 wirkte sie an der Royal Academy of Music in London als Gesangsprofessorin. 1984/85 wurde sie Gesangsmeisterin sowie Sprech- und Stimmgutachterin an der English National Opera in London. Sie galt als „bedeutende Gesangslehrerin“. Zu ihren Schülern gehörten u. a. Anne Evans, Sally Burgess, Phyllis Cannon, Vivian Tierney, Helen Field und Felicity Palmer.
Josephine Veasey, die in ihren letzten Jahren unter schweren gesundheitlichen Problemen gelitten hatte, starb im Februar 2022 im Alter von 91 Jahren.

## Stimme und Tondokumente
Josephine Veasey gehörte zu den „wichtigsten britischen Nachkriegssängerinnen“.  Sie galt als geschätzte Interpretin der Opernwerke von Hector Berlioz und Richard Wagner. Sie hatte eine „ausgeglichene, pastos timbrierte, noble“ und an „italienische Fachkolleginnen erinnernde“ Stimme; insbesondere „als Fricka, Kundry, Amneris und Octavian war sie eine Sängerin von hohem Rang“.
Zu ihren Schallplattenaufnahmen gehören Didon in Les Troyens (1970, Philips), Marguerite in der mit einem Grammy ausgezeichneten Einspielung von La damnation de Faust (Philips, 1973), die beide unter der musikalischen Leitung von Sir Colin Davis entstanden, weiters Geneviève in Pelléas et Mélisande (1964, Decca mit Ernest Ansermet am Pult), Agnese in Beatrice di Tenda (Decca, 1966) und die Fricka im Ring-Zyklus unter Herbert von Karajan (Deutsche Grammophon, 1967/68).
Neben ihrem Wirken auf der Bühne war sie eine geschätzte Konzert- und Oratoriensängerin. Das Verdi-Requiem nahm sie mit Leonard Bernstein auf.